# Tenthredopsis nassata
Tenthredopsis nassata is een vliesvleugelig insect uit de familie van de bladwespen (Tenthredinidae). De wetenschappelijke naam is  gepubliceerd in 1767 door Linnaeus.